# Dữ liệu kinh tế

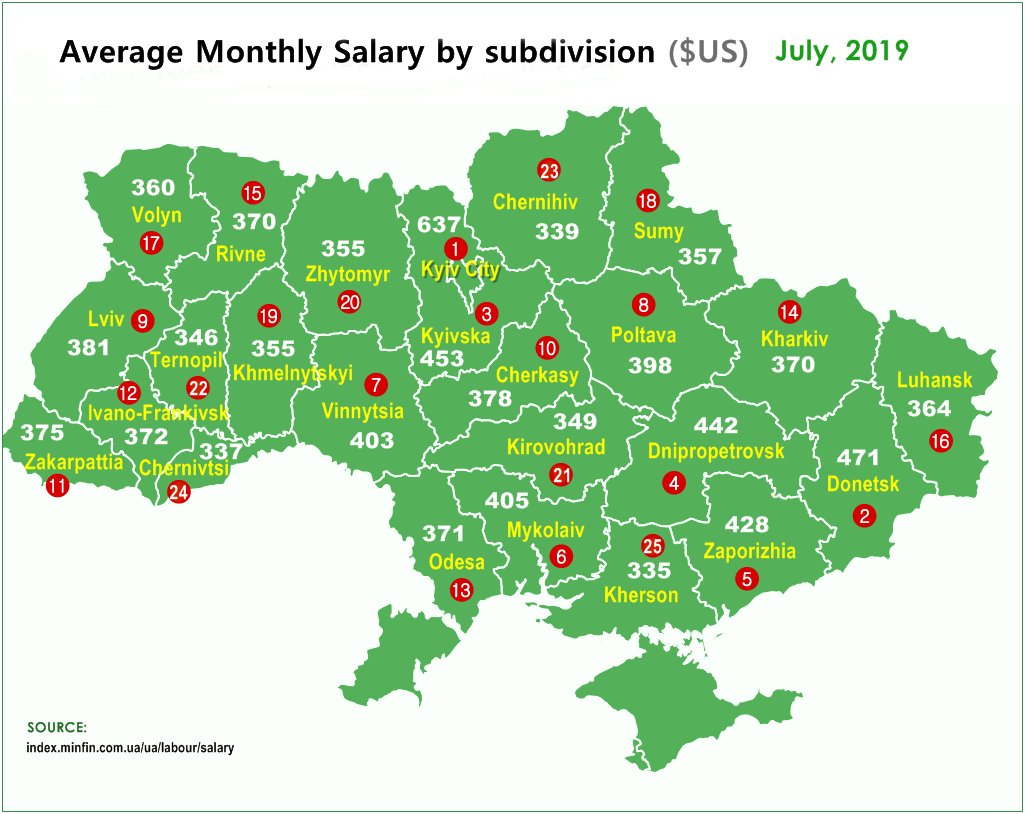
Lương trung bình hàng tháng ở các tỉnh Ukraine tháng 7/ 2019

Dữ liệu kinh tế hoặc thống kê kinh tế là dữ liệu (các biện pháp định lượng) mô tả một nền kinh tế thực tế, quá khứ hoặc hiện tại. Chúng thường được tìm thấy ở dạng chuỗi thời gian, nghĩa là bao gồm hơn một khoảng thời gian (giả sử tỷ lệ thất nghiệp hàng tháng trong năm năm qua) hoặc trong dữ liệu cắt ngang trong một khoảng thời gian (nói về mức tiêu dùng và thu nhập cho mẫu hộ gia đình). Dữ liệu cũng có thể được thu thập từ các cuộc khảo sát của các cá nhân và doanh nghiệp ví dụ  hoặc tổng hợp cho các ngành và ngành của một nền kinh tế hoặc cho nền kinh tế quốc tế. Một tập hợp các dữ liệu đó ở dạng bảng bao gồm một tập dữ liệu.
Các yếu tố kinh tế và thống kê phương pháp luận của đối tượng này bao gồm đo lường, thu thập, phân tích và xuất bản dữ liệu. "Thống kê kinh tế" cũng có thể đề cập đến một chủ đề thống kê chính thức được các tổ chức chính thức (ví dụ: viện thống kê, tổ chức liên chính phủ như Liên Hợp Quốc, Liên minh châu Âu hoặc OECD, ngân hàng trung ương, các bộ, v.v.) đưa ra. Dữ liệu kinh tế cung cấp một cơ sở thực nghiệm cho nghiên cứu kinh tế, cho dù mô tả hoặc kinh tế lượng. Lưu trữ dữ liệu cũng là một đầu vào quan trọng để đánh giá khả năng nhân rộng của kết quả thực nghiệm  và để sử dụng trong việc ra quyết định về chính sách kinh tế.
Ở cấp độ của một nền kinh tế, nhiều dữ liệu được tổ chức và biên soạn theo phương pháp kế toán quốc gia. Những dữ liệu này bao gồm Tổng sản phẩm quốc gia và các thành phần của nó, Tổng chi tiêu quốc gia, Tổng thu nhập quốc dân trong tài khoản thu nhập và sản phẩm quốc gia, và cả vốn cổ phần và tài sản quốc gia. Trong các ví dụ này, dữ liệu có thể được nêu trong các giá trị danh nghĩa hoặc thực, nghĩa là bằng tiền hoặc các điều khoản được điều chỉnh theo lạm phát. Các chỉ số kinh tế khác bao gồm một loạt các biện pháp thay thế đầu ra, đơn đặt hàng, thương mại, lực lượng lao động, niềm tin, giá cả và chuỗi tài chính (ví dụ: tiền và lãi suất). Ở cấp độ quốc tế có nhiều loạt bao gồm thương mại quốc tế, dòng tài chính quốc tế, dòng đầu tư trực tiếp (giữa các quốc gia) và tỷ giá hối đoái.
Đối với dữ liệu chuỗi thời gian, các phép đo được báo cáo có thể là hàng giờ (ví dụ: đối với thị trường chứng khoán), hàng ngày, hàng tháng, hàng quý hoặc hàng năm. Các ước tính như mức trung bình thường phải chịu sự điều chỉnh theo mùa để loại bỏ các yếu tố định kỳ hàng tuần hoặc theo mùa, ví dụ, doanh số bán hàng trong kỳ nghỉ và thất nghiệp theo mùa.
Trong một quốc gia, dữ liệu thường được tạo ra bởi một hoặc nhiều tổ chức thống kê, ví dụ: một tổ chức chính phủ hoặc bán chính phủ và/hoặc các ngân hàng trung ương. Số liệu thống kê quốc tế được sản xuất bởi một số cơ quan và công ty quốc tế, bao gồm Quỹ Tiền tệ Quốc tế và Ngân hàng Thanh toán Quốc tế.
Các nghiên cứu trong kinh tế học thực nghiệm cũng có thể tạo ra dữ liệu, thay vì sử dụng dữ liệu được thu thập cho các mục đích khác. Các thí nghiệm ngẫu nhiên được thiết kế có thể cung cấp kết luận đáng tin cậy hơn so với các nghiên cứu quan sát. Giống như dịch tễ học, kinh tế học thường nghiên cứu hành vi của con người trong thời gian quá dài để cho phép các thí nghiệm được kiểm soát hoàn toàn, trong trường hợp đó các nhà kinh tế có thể sử dụng các nghiên cứu quan sát hoặc thí nghiệm gần đúng; trong các nghiên cứu này, các nhà kinh tế thu thập dữ liệu sau đó được phân tích bằng các phương pháp thống kê (kinh tế lượng).
Nhiều phương pháp có thể được sử dụng để phân tích dữ liệu. Chúng bao gồm, ví dụ, phân tích chuỗi thời gian bằng cách sử dụng hồi quy bội, phân tích Box-Jenkins và phân tích thời vụ. Phân tích có thể là đơn biến (mô hình hóa một loạt) hoặc đa biến (từ một số loạt dữ liệu). Các nhà kinh tế lượng, thống kê kinh tế và các nhà phân tích tài chính xây dựng các mô hình, cho dù cho các mối quan hệ trong quá khứ hoặc để dự báo kinh tế. Những mô hình này có thể bao gồm kinh tế học vi mô cân bằng một phần nhằm kiểm tra các bộ phận cụ thể của một nền kinh tế hoặc nền kinh tế, hoặc chúng có thể bao trùm toàn bộ hệ thống kinh tế, như trong lý thuyết cân bằng chung hoặc trong kinh tế vĩ mô. Các nhà kinh tế sử dụng các mô hình này để hiểu các sự kiện trong quá khứ và dự báo các sự kiện trong tương lai, ví dụ, nhu cầu, giá cả và việc làm. Các phương pháp cũng đã được phát triển để phân tích hoặc sửa kết quả từ việc sử dụng dữ liệu không đầy đủ và lỗi trong các biến.